# Jen Ťia-kan
Jen Ťia-kan (čínsky pchin-jinem Yán Jiāgàn, znaky zjednodušené 严家淦, tradiční 嚴家淦; 23. října 1905 – 24. prosince 1993), byl tchajwanský politik a v letech 1975–1978 působil jako prezident Čínské republiky Tchaj-wanu. Je označován jako "otec nového tchajwanského dolaru".

## Mládí
Narodil se ve městě Mu-tu, v provincii Ťiang-su do vlivné rodiny v roce 1905. Poté, co úspěšně absolvoval studia chemie na St. John's University v Šanghaji, se stal ředitelem Šanghajské železniční správy.

## Politické působení
V roce 1938 se stal ředitelem finančního odboru provincie Fu-ťien. Když v roce 1945 dorazil na Tchaj-wan, byl jmenován ředitelem dopravy Provinční vlády Tchaj-wanu, později se stal ředitelem financí. Poté byl povýšen na předsedu Bank Tchaj-wanu. V období jeho správy bylo zavedeno nové oficiální platidlo: nový tchajwanský dolar. Dále byl určen ministrem hospodářství, ministrem financí a guvernérem provincie Tchaj-wan. V prosinci roku 1963 se stal premiérem. Za jeho funkčního období zažíval Tchaj-wan významný ekonomický růst, ale zároveň ztratil své místo v OSN ve prospěch Čínské lidové republiky.
V letech 1966–1975 byl zvolen viceprezidentem. Jako viceprezident byl v době svého úřadu nejvyšším vládním představitelem Čínské republiky, který cestoval do zahraničí, jelikož Čankajšek prohlásil, že neopustí Tchaj-wan do vyřešení čínské občanské války sjednocením země. Navštívil USA a setkal se s prezidenty Johnsonem a Nixonem.
Po smrti Čankajška se 5. dubna 1975 stal v pořadí druhým prezidentem Čínské republiky. V červenci 1977 navštívil Saúdskou Arábii, čímž se stal prvním prezidentem Čínské republiky, který navštívil jinou zemi poté, co se vláda přesunula na Tchaj-wan. Tuto pozici zastával do 20. května 1978, kdy byl národním shromážděním zvolen jeho nástupce, Čankajškův syn, Ťiang Ťing-kuo.
Po skončení své prezidentské funkce se stal ředitelem Národního palácového muzea.

## Úmrtí
Od roku 1986 byl upoután na lůžko po mozkové příhodě. V roce 1992 prodělal druhou mozkovou příhodu a 24. prosince 1993 zemřel ve věku 88 let v nemocnici v Tchaj-peji.